# Fatima Zahra Nouass
Fatima Zahra Nouass (arabe :فاطمة الزهراء نواس ), née le 28 octobre 1989 à Meknès, est une karatéka marocaine.
Licenciée au Club le Champion Meknès et membre de l'équipe nationale marocaine de karaté depuis plus de dix ans. Elle est aussi licenciée au Club SIK Paris depuis 2016. Elle est également diplômée d’un Bachelor en administration des affaires (Business Administration) de l’université Al Akhawayn à Ifrane en 2015 et d’un MBA d’une école de commerce à Paris en 2019.
Elle est la première karatéka femme de l'histoire marocaine a arrivé jusqu’en demi-finale aux Championnats du Monde de karaté lors de la 20e édition des championnats du monde de karaté 2010 à Belgrade et occuper la 5e place mondiale,.

## Biographie
Elle commence le karaté à l'âge de six ans au Club omnisports de Meknès (CODM) où elle y passe deux ans. Ensuite elle se dirige vers le club Le Champion Meknès de karaté ou elle évolue pendant toute sa carrière. Elle connaît sa première victoire au Championnat de Maroc en 2004 dans la catégorie minime. Elle intègre l'équipe nationale du Maroc de karaté en 2007. Depuis elle ne cesse de joindre à son palmarès des titres continentaux et internationaux tant dans des compétitions officielles que dans des meetings et Opens à l’instar de l’Open de paris,, Open de Dubaï, Open de Dakar, Open de Rabat (anciennement appelé Coupe Internationale Mohammed VI),, Open de Rotterdam,, entre autres.

## Carrière sportive

### 2007
En août 2007, lors du Championnat Arabe à Tripoli en Libye et pour sa première participation continentale, Fatima Zahra Nouass remporte la médaille d’or et décroche ainsi le titre de championne Arabe.
Toujours dans la même année, elle participe pour la première fois aux Championnats du Monde de Karaté 2007 à Istanbul en Turquie du 18 au 21 Octobre 2007 dans la catégorie Cadette +57Kg.

### 2009
En 2009, lors des Championnats d’Afrique cadet junior à Alger, Nouass décroche la médaille d'argent et fini la compétition avec le titre de vice-championne d’Afrique.
En novembre 2009, elle participe à la Coupe du Monde de Karaté des moins de 21 ans qui a eu lieu à Rabat ou elle finit 7ème du classement final,.
2009 a été riche pour Fatima Zahra Nouass tant sur sa carrière sportive que sur sa carrière académique et professionnelle. Elle réussit les examens d’entrée à l’Université Al Akhawayn à Ifrane, qu’elle intègre en 2010 pour poursuivre des études de commerce pour obtenir un Bachelor en Administration des affaires (Business Administration).

### 2010
Fatima Zahra est médaillée d'argent en kumite dans la catégorie des plus de 68 kg aux championnats d'Afrique 2010 au Cap.
En 2010, elle représente l’université Al Akhawayn aux Jeux panarabes universitaire au Caire où elle monte sur la plus haute marche du podium et décroche la médaille d’or ainsi que le titre de championne Panarabes Universitaire.
Toujours en 2010, elle est la seule karatéka marocaine à disputer la petite finale pour une médaille de bronze aux Championnats du monde à Belgrade. Elle finit en 5e position du classement final.

### 2011
Aux Jeux panarabes de 2011 à Doha, elle décroche deux médailles de bronze une en kumite des plus de 68 kg et une autre en kumite par équipes,,.

### 2012

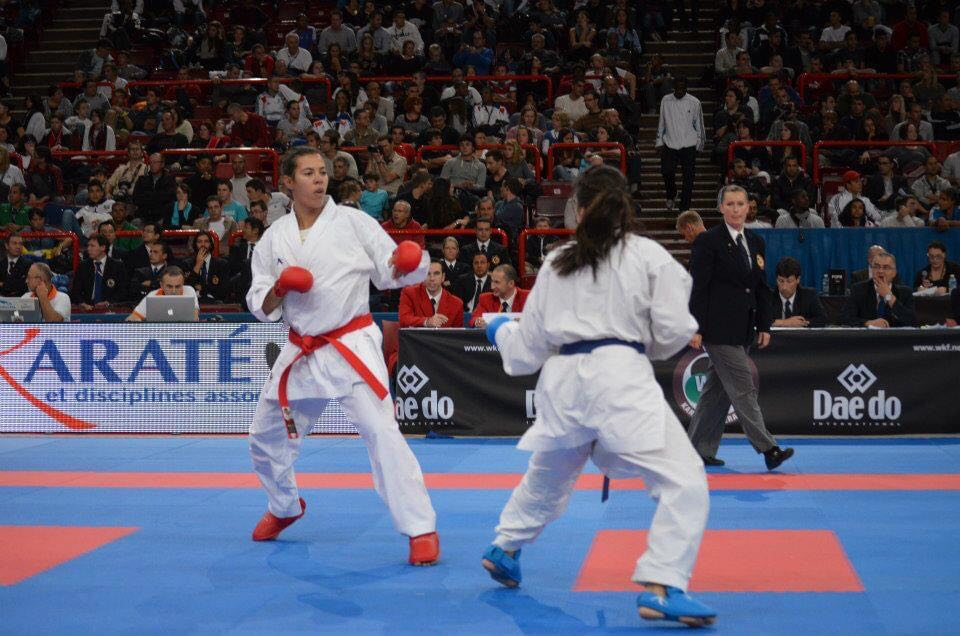
Nouass Fatima Zahra, lors des Championnats du Monde 2012 à Paris.

Elle est double médaillée d'argent en plus de 68 kg et en par équipe aux Championnats d'Afrique 2012 à Rabat.
En 2012, elle participe également à la 21e édition des Championnats du monde à Paris tenus au Palais omnisports de Paris-Bercy .

### 2013
Nouass réalise l'ascension du mont Toubkal (4 167 m), le plus haut sommet du Maroc et de l'Afrique du Nord.
Durant la même année, elle participe aux Jeux méditerranéens de 2013 à Mersin en Turquie

### 2017
En 2017, et après un arrêt de quelques années, Fatima Zahra Nouass remonte sur les tatami pour le Championnat de Paris et remporte la médaille d’or par équipe aux côtés de ses coéquipières du Club SIK Paris 
Toujours en 2017, elle décroche la médaille de bronze lors des Championnats de France Universitaire tenus à Pont-à-Mousson,.

### 2018
Elle est médaillée de bronze dans la catégorie des plus de 68 kg lors des Championnats de France universitaire à Lille.